# Système rénine-angiotensine-aldostérone

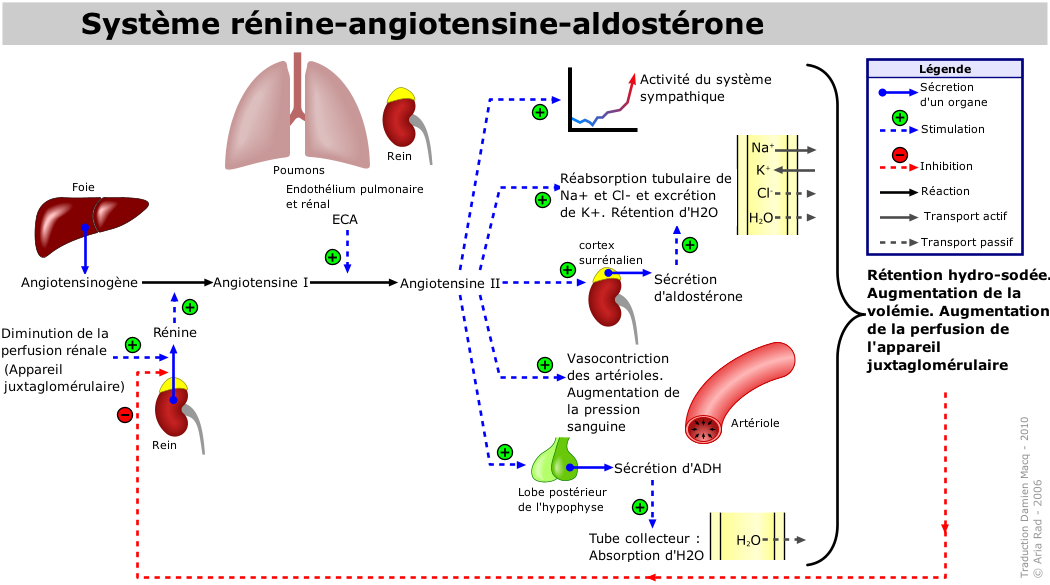
Schéma du système rénine-angiotensine-aldostérone dans sa complexité

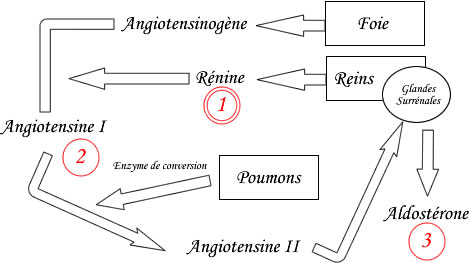
Le système rénine-angiotensine-aldostérone dans sa forme simplifiée régulant la sécrétion d'aldostérone, hormone qui agit sur le rein en contrôlant la réabsorption de sodium

Le système rénine-angiotensine-aldostérone (SRAA ou RAAS pour les anglophones) est chez les mammifères l'un des systèmes de régulation les plus importants des fonctions autonomes, cardiovasculaires et pulmonaires ; il s'agit d'une cascade de régulation endocrinienne et enzymatique. C'est un système hormonal organisé autour du rein, qui permet notamment de préserver l'homéostasie hydrosodée (l'équilibre entre les ions Na+ et l'eau).

## Métabolisme

### Voie dépendante de l'enzyme de conversion de l'angiotensine
L'angiotensinogène, protéine inactive produite par le foie, circule dans le sang. C'est le précurseur des peptides actifs angiotensine I et II, et le seul substrat de la rénine.
En cas de baisse de la pression dans l'artère rénale, la rénine (enzyme parfois considérée comme une hormone) est sécrétée au niveau du rein par des cellules myoépithéliales différenciées de l’artériole afférente de l’appareil juxtaglomérulaire. Il existe également d'autres stimuli favorisant la sécrétion de rénine : baisse de la natrémie au niveau du tube contourné distal, ß-agonistes, hyperkaliémie, PGI2 et stimulation des cellules juxta-glomérulaires par le système nerveux sympathique)
L'angiotensinogène, sécrété par le foie, est clivée par la rénine et forme un décapeptide appelé « angiotensine I », inactif. 

L'angiotensine I sera ensuite principalement transformée en angiotensine II  par une carboxypeptidase, l'enzyme de conversion de l'angiotensine (ECA, ou ACE pour les Anglo-Saxons). Cette enzyme, sécrétée par les poumons, agit au niveau pulmonaire.

### Voie non dépendante de l'enzyme de conversion de l'angiotensine
Il existe des enzymes (cathepsine G et t-PA) permettant de passer directement de l’angiotensinogène à l’angiotensine II, et d’autres enzymes (chymases, CAGE) jouant le même rôle que l’ECA (transformer l'angiotensine I en angiotensine II). Ces voies « non-ECA » représentent jusqu’à 40 % de la synthèse de l’angiotensine II,,.

## Rôles

### AngiotensineII
L'angiotensine agit en se fixant sur ses récepteurs transmembranaires. Il existe deux types de récepteurs, AT1 (majoritaire) et AT2, qui ont des rôles antagonistes. 
Le récepteur AT2 est le plus rare, et n'est pas inhibé par les traitements par antagoniste de récepteur de l'angiotensine II. Il est responsable de vasodilatation, inhibition de croissance cellulaire et apoptose.
Via le récepteur AT1 (récepteur couplé à une protéine G), l'angiotensine II favorise l'élevation de la pression artérielle par différents mécanismes :
- stimulation de la vasoconstriction des artérioles (directe et indirecte, via le relarguage de noradrénaline), provoquant une augmentation des résistances périphériques et le maintien de la filtration glomérulaire (par vasoconstriction de l'artériole efférente) ;
- hyperplasie et hypertrophie vasculaire (initiés par les mêmes voies intracellulaires de phosphorylation de Tyrosine que ceux utilisés par les cytokines)[8][source insuffisante] ;
- stimulation de la réabsorption tubulaire de sodium (Na+) ;
- sécrétion d'aldostérone par la partie glomérulée du cortex surrénalien (action sur la pompe sodium-potassium, entraînant une réabsorption de sodium (3 Na+) et d'eau contre des ions potassium (2 K+) ;
- stimulation de la sécrétion de vasopressine (encore appelée hormone antidiurétique ou ADH) qui limite la perte d'eau dans les urines, ce mécanisme ayant lieu au niveau du tube contourné distal et du tube collecteur[3],[9] ;
- stimulation de la sensation de soif, entrainant une plus grande absorption d'eau qui mécaniquement augmentera le volume sanguin et donc la pression artérielle.

### Autres angiotensines
L’angiotensine I peut être transformée en angiotensine-(1-7) par des endopeptidases neutres (néprilysine, ECA2 exprimée au niveau rénal et cardiaque). L’angiotensine-(1-7), comme l’angiotensine IV (fragment de protéolyse de l’angiotensine II), augmente la synthèse et la sécrétion de prostaglandines relaxantes, potentialise l’action de la bradykinine.
Au total, le couple ECA2/angiotensine-(1-7) apparaît comme un élément essentiel de la contre-régulation des actions du couple ECA/angiotensine II.

### Effets annexes de l'enzyme de conversion de l'angiotensine
En parallèle de son action sur l’angiotensine I, l’ECA a également un rôle au niveau du système kinine-kallicréine. En effet, dans ce système, les kiniogènes de haut poids moléculaires sont dégradées en bradykinine par la kallicréine plasmatique. Les bradykinines sont vasodilatatrices de par leur action sur la libération de prostaglandines (PGE2 et PGI2), et leur fixation sur le récepteur B2. Elles sont dégradées en peptides inactifs par deux kininases principales, dont l’enzyme de conversion de l'angiotensine (ou kininase II).
Au total, l'enzyme de conversion de l'angiotensine stimule la vasoconstriction en générant l'angiotensine II (peptide vasoconstricteur) et en inactivant la bradykinine (peptide vasodilatateur). Ce mécanisme explique en partieles effets spécifiques des inhibiteurs de l'enzyme de conversion, toux sèche et irritative (5 à 35 % des patients traités) et œdème de Quincke (0,1 à 0,5 %)

## Contrôle du système rénine-angiotensine-aldostérone (SRAA)
Le blocage du système rénine-angiotensine-aldostérone (SRAA), que ce soit au niveau systémique ou au niveau tissulaire local, joue un rôle protecteur contre plusieurs pathologies cardiaques ou rénales. Inhiber le système rénine-angiotensine-aldostérone (SRAA) est devenu l'un des meilleurs moyens de soigner l'hypertension artérielle de la décompensation cardiaque, de la protection postinfarctus, et de la néphropathie avec microalbuminurie ou protéinurie, notamment la néphropathie diabétique. C'est aussi une piste explorée contre le diabète.

## Régulation du système rénine-angiotensine

### Régulation physiologique
Pour stopper les effets de l'angiotensine II, il faut stopper sa sécrétion. 

Ceci se fait via deux rétrocontrôles négatifs :
1. l'angiotensine II a un effet inhibiteur sur la sécrétion de rénine, c’est-à-dire que, plus la concentration en angiotensine II augmente, plus la concentration en rénine diminue. Donc il y a de moins en moins d'angiotensine II formée.
2. le second rétrocontrôle négatif est dû à l'action de l'aldostérone, notamment par la régulation de l'expression du canal épithélial à sodium ou ENaC et de la pompe sodium-potassium dans le tube distal du rein entraînant une rétention de sodium et d'eau, donc l’augmentation de la pression artérielle. L'augmentation de la pression artérielle au niveau de l'appareil juxtaglomérulaire du rein va fortement inhiber la sécrétion de rénine.

### Médicaments régulateurs
De nombreux médicaments antihypertenseurs bloquent cette cascade de réactions à différents niveaux pour faire baisser la pression artérielle :
- IEC : Inhibiteurs de l'enzyme de conversion de l'angiotensine (captopril, énalapril, ramipril, etc.).
- ARA2 : Antagonistes du Récepteur de l'Angiotensine II, ou bloqueurs du récepteur AT1 (valsartan, losartan, telmisartan, candésartan, etc.).
- Diurétiques
- Inhibiteur de la rénine (depuis mars 2007[21]) : aliskiren

Les IEC et ARA2 cassent la boucle de rétrocontrôle négatif de l’angiotensine II sur la rénine et entraînent donc une augmentation de l’activité rénine plasmatique (ARP), de la concentration plasmatique en angiotensine I (et également d’angiotensine II sous ARA2). 

Sous ARA2, l’expression des récepteurs AT2 et des récepteurs de la bradykinine est également augmentée, à cause de cette augmentation de l’activité rénine plasmatique.
Avec les inhibiteurs de la rénine, la production de rénine est augmentée (via la boucle de rétrocontrôle), mais sa capacité pour former l’angiotensine I (i.e. son activité rénine plasmatique) est réduite de 80 %,.

### Nicotine?
On sait depuis au moins les années 1970 ans que l'inhalation de nicotine augmente la pression sanguine (systolique et diastolique),, conjointement à une activité augmentée de l'ACE,
La nicotine semble fortement agir sur le système rénine-angiotensine (RAS) en en modifiant l'homéostasie ; en régulant positivement l'axe des récepteurs de l'enzyme de conversion de l'angiotensine (ACE)/angiotensine (ANG)-II/ANG II de type 1 et en régulant à la baisse l'ACE2/ANG compensatoire ACE2/ANG-(1–7)/Axe des récepteurs Mas, contribuant au développement de la CVPD.